# Andrija Marić
Andrija Marić (Ivanjska pokraj Banja Luke, 21. siječnja 1964. – Kupres, 10. travnja 1992.): vukovarski branitelj, heroj domovinskog rata.
Andrija Marić je godinama prije rata živio u raznim zemljama: Kanadi, Njemačkoj i Švicarskoj. Imao je sređen život, no onda se odlučio godinu dana prije rata iz Švicarske vratiti u Hrvatsku. Prvih dana rata zatekao se u Borovo naselju gdje je bio u posjeti kod svog dugogodišnjeg prijatelja Marina Mrdana i odmah se prijavio kao dragovoljac. Kao pripadnik protuoklopnih interventnih vodova Žuti mravi i Pustinjski štakori sudjelovao je u odbrani Vukovara. Ovi odredi slani su na zadatke na koje se gotovo nitko drugi nije usudio ići.
Za legendarnog zapovjednika protuoklopne skupine Žuti mravi odnosno Pustinjski štakori, Andriju Marića, poznato je da je malo pričao i da su njegove ratne pothvate, koje su često graničile s ludošću, sebi pripisali mnogi. Drago Krpan, njegov suborac iz “Žutih mrava” koji je prošao gotovo sve Andrijine akcije, izjavio je: 'Kako je samo uništavao tenkove…U dva dana, 14. i 15. rujna neprijatelj je ostao bez tridesetak oklopa. Nekoliko njih je uništio Andrija'. O Andriji s velikim poštovanjem svjedočio je i njegov suborac Zoran Sablić: 'Čim su ovdje počele čarke, odlučio je ostati s nama. Kad se zaratilo, pokazao se kao pravi vođa, pokretač. Kako se ono kaže, gdje čovjek neće staviti nogu, on će staviti glavu. Bio je jako hrabar čovjek. Za njega strah nije postojao, sudjelovao je u svim akcijama, poskidao tenkova sigurno koliko i Marko Babić. Bili smo složni kao braća, ali Andrija, to je posebna priča. Veliki ratnik, ali i veliki humanist'.
Andriju prati i jedna nevjerojatno topla priča koja potkrjepljuje izjave njegovih suboraca o humanosti koju je u sebi nosio: 'Andriji je pao u ruke neprijateljski vojnik, tenkist Siniša Jovanov iz Pančeva. Taj mali spasio se iz pogođenoga tenka i nekud se skrio. Pritajio se, slušao naše razgovore i nakon četiri, pet dana skrivanja u nekoj kući i vaganja tko je od nas najnormalniji, odlučio se predati Andriji Mariću. Bio je vojnik JNA. Andriji se momak svidio pa nije dao da mu dlaka padne s glave. Ovaj mu je iz zahvalnosti stalno nosio punjenje za "osu" i pratio ga u stopu. Kasnije su postali pravi prijatelji, a Jovanov je teško ranjen i danas je invalid Domovinskoga rata'.
28. rujna 1991., Blago Zadro, zapovjednik obrane Vukovara, šalje nekoliko ljudi iz skupine žutih mrava da poginule branitelje otpreme pokopati u njihova rodna mjesta. Andrija Marić je određen da odveze poginulog Blagu Ticu u Grude. Dogovor je da se svi nakon pogreba nađu u Zagrebu. Kada su se vraćali iz Zagreba u Vinkovcima su doznali da su pali Marinci i da se više u Vukovar ne može. Nemoguće je tada bilo ući u Vukovar. Pad grada Andrija je dočekao braneći Vinkovce.
Andrija Marić je sa suborcima otada sve radio na deblokadi Vukovara. Mile Dedaković-Jastreb će ih zateći u Vinkovcima, i otada će oni organizirano napadati na Cerić, Karadžićevo, braniti Nuštar, pri čemu je uništena većina tenkova, 3. i 5. listopada.
Nakon pada Vukovara sve preživjele Žute mrave Andrija će okupiti u Rakitju. Pridružili su im se i Vukovarci izašli u proboju. Dogovor je pao da iskusni protuoklopni borci, poznati lovci tenkova, odu u Dalamciju podučavati druge. Nakon obavljenog zadatka, Andrija iz Splita odlazi braniti Zadar, i to ostaje prva tri mjeseca 1992. Potom je pozvan u Zagreb na razgovor. Naime počeo je rat u Bosni, a to Andrija nije mogao propustiti.
Sudjelovat će Andrija Marić u istjerivanju JNA i četnika iz Kupresa. U tim borbama za Kupres sudjelovat će s njim još sedamdesetak branitelja Vukovara. Njegov ratni put okončan je 10. travnja 1992. godine. Poginuo je u sukobu s postrojbama JNA, kada je interventni vod u kojem se nalazio, zbog velike magle i snijega, naletio izravno na banjalučki korpus. Svojim terenskim vozilima izišli su ravno na tenkove. Pogođen je džip u kojem je  bio Andrija Marić. Ratni prijatelji i grad Kupres podigli su spomen-obilježje na mjestu pogibije Andrije Marića.
Andrija Marić je posmrtno unaprijeđen u čin bojnika i proglašen herojom Domovinskog rata.
Hrvatska pjesnikinja iz Australije Marija Dubravac - Brisbane napisala je pjesmu Banjalučki ratnik 'posvećenu pokojnome Andriji Mariću, zaboravljenoj legendi Vukovara'.